# Берёзовая Роща (Пензенская область)
 Берёзовая Роща  — поселок Пензенского района Пензенской области. Входит в состав Алферьевского сельсовета.

## География
Находится в центральной части Пензенской области на расстоянии приблизительно 17 км на юго-восток от областного центра города Пенза к югу от Сурского водохранилища.

## История
Основан в 1984 году как поселок санатория для персонала, обслуживающего 8-этажный корпус на 510 коек. Переименован в 1990 году. В 2004 году 179 хозяйств.

## Инфраструктура
Круглогодичный санаторий.

## Население
Численность населения: 489 человек (1989 год), 480 (1996). Население составляло 383 человека (русские 86 %) в 2002 году, 422 в 2010.